# Campeonato de Primera División 1956 (Bolivia)
El Campeonato de Primera División 1956, llamado oficialmente Torneo Integrado 1956, fue el tercer torneo organizado por la Asociación de Fútbol de La Paz (AFLP).
El torneo consagró campeón nacional a Bolívar por tercera vez en su historia.

## Sistema de disputa
El Campeonato Profesional de la AFLP 1956 fue el séptimo campeonato organizado a nivel "profesional" por la Asociación de Fútbol de La Paz (AFLP), y fue el tercer campeonato Integrado por equipos de la ACF y AFO, asociaciones que aún no tenían el carácter profesional en sus territorios, por lo que los cuatro equipos del "interior", dos de Oruro: San Jose y Oruro Royal; y dos de Cochabamba: Wilstermann y Aurora, completaban el torneo de la AFLP. Esto llegó a colmar la paciencia de los diferentes equipos de la AFO y la ACF que solicitaron la incorporación de más equipos a este campeonato o que se diera origen a un torneo más justo en la distribución de los ascensos y descensos al campeonato profesional (uno de los más importantes clubes en hacer este pedido fue Bata de Quillacollo). Este fue uno de los desencadenantes para que el próximo año la AFO y la ACF decidieran hacer su propio campeonato profesional.

### Sistema de disputa
Debió iniciarse el 26 de abril de 1956, sin embargo ante problemas propuestos por Bata de Quillacollo, que objetava que siendo campeón de la ACF de 1955 merecía participar de este campeonato. Tras varios intentos de habilitación de este equipo (con lo que hubiesen sido 13) se negó rotundamente su presencia en el campeonato, por lo que recién se inicia el Domingo 6 de mayo de 1956. Para el campeonato se habilitaron doce equipos que debían enfrentarse en un torneo característico de "todos contra todos", con partidos de "ida y vuelta". Se inició con los partidos San Jose - Chaco en el estadio Departamental de Oruro,  Wilstermann - Ferroviario en el Estadio Cochabamba (predecesor del actual Felix Capriles), y en el Estadio La Paz (predecesor del actual Hernando Siles) Litoral - Municipal y The Strongest - Oruro Royal, jugando así solo equipos programados y descansando los demás, por lo que el campeonato se extendió hasta el 17 de marzo de 1957, culminando con el partido Wilstermann - San Jose en Cochabamba. Recordar además que al ganador de los partidos se le otorgaba dos puntos y por empatar se repartían un punto a ambos equipos. El ganador sería aquel que acumule más puntos en los 22 partidos que jugaría, consagrándose como Campeón y subcampeón al segundo en clasificación.

## Equipos

### Información general
| Equipo                          | Ciudad     |
| ------------------------------- | ---------- |
| Asociación de Fútbol de La Paz  |            |
| Bolívar                         | La Paz     |
| Chaco Petrolero                 | La Paz     |
| Ferroviario                     | La Paz     |
| Ingavi                          | La Paz     |
| Litoral                         | La Paz     |
| Municipal                       | La Paz     |
| Northern FC                     | La Paz     |
| The Strongest                   | La Paz     |
| Asociación de Fútbol Cochabamba |            |
| Aurora                          | Cochabamba |
| Jorge Wilstermann               | Cochabamba |
| Asociación de Fútbol Oruro      |            |
| Oruro Royal                     | Oruro      |
| San José                        | Oruro      |

### Distribución geográfica de los equipos
| Región     | Cant. | Equipos |
| ---------- | ----- | --- |
| La Paz     | 8     | Bolívar, Chaco Petrolero, Deportivo Municipal, Ferroviario, Ingavi, Litoral, Northern F.C. y The Strongest |
| Cochabamba | 2     | Aurora, Jorge Wilstermann                                                                                  |
| Oruro      | 2     | Oruro Royal, San José                                                                                      |

## Tabla de Posiciones final
| Pos | Equipo          | Pts | PJ | G  | E | P  | GF | GC | Dif |
| --- | --------------- | --- | -- | -- | - | -- | -- | -- | --- |
| 1º  | Bolívar (C)     | 31  | 22 | 13 | 5 | 4  | 50 | 33 | 17  |
| 2º  | Municipal       | 28  | 22 | 12 | 4 | 6  | 58 | 38 | 20  |
| 3º  | Litoral         | 27  | 22 | 12 | 3 | 7  | 52 | 39 | 13  |
| 4º  | San José        | 26  | 22 | 11 | 4 | 7  | 56 | 42 | 14  |
| 5º  | Wilstermann     | 25  | 22 | 11 | 3 | 8  | 43 | 38 | 5   |
| 6º  | Chaco Petrolero | 24  | 22 | 8  | 6 | 8  | 53 | 45 | 8   |
| 7º  | Ferroviario     | 22  | 22 | 7  | 8 | 7  | 37 | 30 | 7   |
| 8º  | Aurora          | 21  | 22 | 6  | 9 | 7  | 30 | 32 | -2  |
| 9º  | The Strongest   | 18  | 22 | 6  | 6 | 10 | 39 | 57 | -18 |
| 10º | Northern F.C.   | 16  | 22 | 6  | 4 | 12 | 43 | 55 | -12 |
| 11º | Oruro Royal     | 14  | 22 | 5  | 4 | 13 | 34 | 57 | -23 |
| 12º | Ingavi          | 12  | 22 | 5  | 2 | 15 | 41 | 70 | -29 |

|  |                                                      |
|  | Campeón del campeonato profesional.                  |
|  | Descendido al campeonato amateur primera de ascenso. |

## Goleador
| Jugador              | Jugador      | Goles | Equipo  |
| -------------------- | ------------ | ----- | ------- |
| Bandera de Argentina | Juan Pinnola | 22    | Litoral |

## Descensos y ascensos
Al finalizar la temporada descendió Ingavi, equipo que ocupó el último puesto en la tabla de posiciones, siendo reemplazado por Always Ready, ganador del torneo de ascenso de la Asociación de Fútbol de La Paz (AFLP).